# Sint-Petruskerk (Müden)
De Sint-Petruskerk (Duits: St. Petri) is een luthers kerkgebouw in de Nedersaksische plaats Müden.

## Bouw
Het kerkgebouw is samengesteld uit verschillende bouwperiodes. Het oudste deel is het koor dat stamt uit de 13e-14e eeuw. Het kerkschip ontstond voor 1500. In 1654 werd de vakwerkbouw opgericht met een familiegraf van de baronnen van Marenholtz, een Lüneburgs adelsgeslacht. De kerktoren werd pas in 1767 toegevoegd.

## Patrocinium
De kerk draagt het patrocinium van Petrus, als visser van de mensen de schutspatroon van de vissers. Het patrocinium is een verwijzing naar de ooit zo visrijke Aller.

## Interieur
- De grootste kunstschat van de kerk zijn de gotische fresco's (1450-1480) in het koor met voorstellingen uit het leven van Jezus.
- De kerk bezit een waardevolle barokke kansel uit 1617.
- De galerijen zijn voorzien met Bijbelse motieven en wapens, de orgelgalerij is versierd met voorstellingen van de apostelen.
- Meerdere epitafen uit de periode 1585-1628.
- Het schilderij in het plafond is van Hubert Diestler (1963).
- De orgelkas uit circa 1700 stond ooit in de dom van Braunschweig en zou worden vernietigd maar werd opgeslagen en ontdekt door een gemeentelid werd in 1790 door de gemeente overgenomen. op de orgelkas is de tekst Gott allein die Ehre aangebracht.
- In de kerk bevinden zich verder schilderijen van het Laatste Avondmaal en de Opstanding (1604).

## Bron
- (de)  Website kerken en klooster op de in der Lüneburger Heide